# Parabryna boudanti
Parabryna boudanti là một loài bọ cánh cứng trong họ Cerambycidae.